# جو مورگان
جو مورگان (انگلیسی: Joe Morgan؛ ۱۹ سپتامبر ۱۹۴۳ – ۱۱ اکتبر ۲۰۲۰) بازیکن بیس‌بال اهل ایالات متحده آمریکا بود. او در لیگ برتر بیسبال آمریکا شرکت داشته‌است.
پس از بازنشستگی به عنوان یک بازیکن فعال، مورگان به عنوان یک پخش کننده بیس بال و مفسر ورزشی تبدیل شد و همچنین در اواسط تا اواخر دهه ۹۰ در پخش تلویزیونی پس از فصل ان‌بی‌سی با همکاری باب کاستا و باب اوکر به فعالیت پرداخت. وی در حالی که به عنوان مشاور ویژه سرخ‌ها فعالیت می‌کرد، یک برنامه رادیویی سندیکای هفتگی ملی را از Sports USA برگزار کرد.